# Ole Reistad
Ole Imerslun Reistad (ur. 26 czerwca 1898 w Kristianii, zm. 22 grudnia 1949 w Furuset) – norweski narciarz, lekkoatleta i pilot.

## Kariera
W 1920 roku brał udział w igrzyskach olimpijskich w Antwerpii, gdzie w pięcioboju zajął 14. miejsce. W 1922 roku został mistrzem Norwegii w tej dyscyplinie sportu, w tym też roku otrzymał nagrodę Egebergs Ærespris. Sześć lat później wspólnie z Leifem Skagnæsem, Ole Stenenem i Reidarem Ødegaardem zwyciężył w pokazowych zawodach w patrolu wojskowym podczas igrzysk olimpijskich w Sankt Moritz. Podczas ceremonii otwarcia tej imprezy był chorążym reprezentacji Norwegii. Ponadto podczas igrzysk olimpijskich w Garmisch-Partenkirchen w 1936 roku sędziował konkurs skoków narciarskich.
W 1921 roku ukończył Norweską Akademię Wojskową i rozpoczął kurs pilotażu. Po ukończeniu kursu był instruktorem oraz pilotem testowym. W trakcie II wojny światowej zgłosił się do Norweskich Sił Powietrznych, w których służył do końca wojny (ostatecznie w stopniu pułkownika). W 1949 roku otrzymał z rąk króla Haakona VII Order Świętego Olafa.